# Denver Rockets 1970-1971
La stagione 1970-71 dei Denver Rockets fu la 4ª nella ABA per la franchigia.
I Denver Rockets arrivarono quarti nella Western Division con un record di 34-50. Nei play-off persero la partita di tie-breaker con i Texas Chaparrals.

## Roster
| N°    | Naz.                   | Ruolo | Sportivo       | Anno | Alt. | Peso |
| ----- | ---------------------- | ----- | -------------- | ---- | ---- | ---- |
| 10    | Stati Uniti (bandiera) | GA    | Wayne Chapman  | 1945 | 198  | 86   |
| 11    | Stati Uniti (bandiera) | G     | Larry Brown    | 1940 | 175  | 73   |
| 12    | Stati Uniti (bandiera) | G     | Steve Wilson   | 1948 | 196  | 84   |
| 13-50 | Stati Uniti (bandiera) | AC    | Julius Keye    | 1946 | 208  | 91   |
| 14    | Stati Uniti (bandiera) | A     | Art Becker     | 1942 | 201  | 93   |
| 14    | Stati Uniti (bandiera) | A     | Dan Hester     | 1948 | 203  | 95   |
| 22    | Stati Uniti (bandiera) | A     | Julian Hammond | 1943 | 196  | 93   |
| 23    | Stati Uniti (bandiera) | G     | John Barnhill  | 1938 | 185  | 82   |
| 30    | Stati Uniti (bandiera) | AC    | Tom Workman    | 1944 | 201  | 99   |
| 33    | Stati Uniti (bandiera) | AC    | Don Sidle      | 1946 | 203  | 98   |
| 35    | Stati Uniti (bandiera) | G     | Larry Cannon   | 1947 | 193  | 88   |
| 40    | Stati Uniti (bandiera) | AC    | Byron Beck     | 1945 | 206  | 102  |
| 42    | Stati Uniti (bandiera) | G     | Lonnie Wright  | 1944 | 188  | 93   |
| 44    | Stati Uniti (bandiera) | GA    | Ralph Simpson  | 1949 | 196  | 91   |

## Staff tecnico
- Allenatori: Joe Belmont (3-10) (fino al 12 novembre), Stan Albeck (27-44)
- Vice-allenatore: Stan Albeck (fino al 12 novembre)[1]